# 越南文化
越南文化，通常指的是由起源于越南北部的京族所創造的文化。越南文化是亞太地區最古老的文化之一。與其他同樣位于中南半島的國家所不同的是，越南由于在歷史上受到中國文化很大的影響，其文化特征與東亞民族非常接近，是東亞文化圈的一部分。而其他東南亞國家（如：柬埔寨、老撾、泰國）則更多的受到印度文化的影響。

## 概述
多數越南史學家認為，在中國文化傳入以前的史前時代，越南就已出現了本國文化的源頭——東山文化。
雖然中國文化被認為是對越南傳統文化影響最大的外來文化，但京民族仍然保留并發展了很多本民族的固有文化，經過千百年來對中國文化的吸收和融合，逐漸形成了自己獨具特色的越南文化。
自古以來，越南本土文化即與多種外來文化相融合，除了對越南影響最大的中國文化，越南文化亦受到少量來自古印度、占婆等國文化的影響，近代以來，則受到一些西方國家（法國、俄國、美國）文化的影響。
公元10世紀獲得獨立以後，越南開始向南擴張，占城國（現在的越南中部）和高棉帝國的部分（現在的越南南部）土地被納入越南版圖。這也導致了越南文化的一些細微的地區差異的出現。在法屬時期，越南文化亦受到很多來自歐洲的影響，包括天主教的傳播和拉丁字母的使用。進入社會主義時代以來，越南人的文化生活受到很多來自政府控制的媒體和共產主義文化的影響。數十年當中，外來文化（尤其是西方文化）的影響被降低，而來自同是共產主義國家的蘇聯、中華人民共和國、古巴等國的文化被受到重視。1990年代以來，隨著越南的革新開放政策，越南開始重新接受亞洲、歐洲和美洲的文化和傳媒。

## 語言
越南的官方語言為越南語。歷史上，越南語最初并無文字而只有口頭語言，因此當時越南人多使用完全由漢字組成的文言文（越南语：／）來書寫文章，但口頭的交流仍使用與書面的文言文差異很大的越南語。13世紀時，越南人發明了本民族文字的喃字（／），同漢字混用以書面表記本民族語言的越南語，從此越南語進入了言文一致的階段。越南著名的漢喃文小說《金雲翹傳》（阮攸著）便大量采用了喃字。在法屬時代，亞歷山德羅（Alexandre de Rhodes）和其他羅馬天主教會傳教士在17世紀發明了羅馬化的越南語拼音文字國語字（／），用以表記越南語。因為拼音文字的易學性，國語字逐漸為越南人所接受。
除主體民族越族（亦称为：京族）外，在其他少數民族中也存在著很多語言。這些少數民族語言中最常見的為岱依语（／）、芒語（／）、高棉語、漢語、侬语（／）、苗语。由于法国曾长期殖民越南，法语因此也是部分年长者的第二语言，但现在已不普遍了。越南仍然是全球法語區的成员国之一。俄语，或其他影响力更弱的如德语、捷克语、波兰语，常被一些有亲属在原共产主义国家（东方集团）的人们所通晓。近年来，英语作为一种外语在越南越来越受欢迎。英语也是很多越南学校的必修课程之一。汉语、日语和韓語也逐渐为越南人所重视。

## 藝術
越南藝術有著深厚的傳統，最早的例子可以追溯到公元前8000年的石器時代。由于自公元前2世紀開始的長期的北屬時代，越南藝術無疑吸收了大量來自中國的因素，并在自主時代以後也不斷的受到來自北方的影響。儘管如此，越南藝術中仍保留了很多獨特的越南特征。19世紀以來，法國藝術開始影響越南，并對越南現在藝術的誕生具有很大推動作用。

### 書法

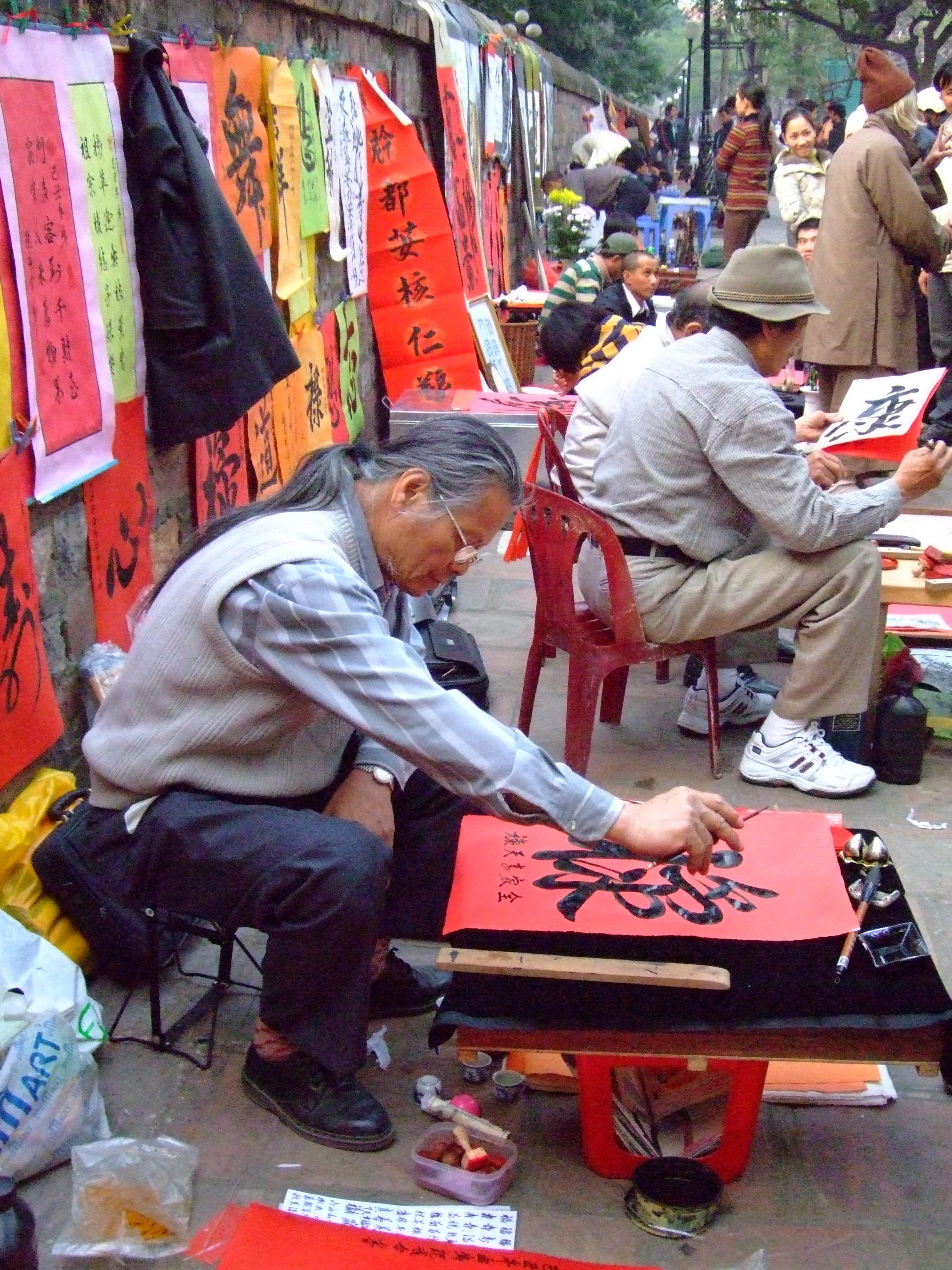
越南街頭的圖翁

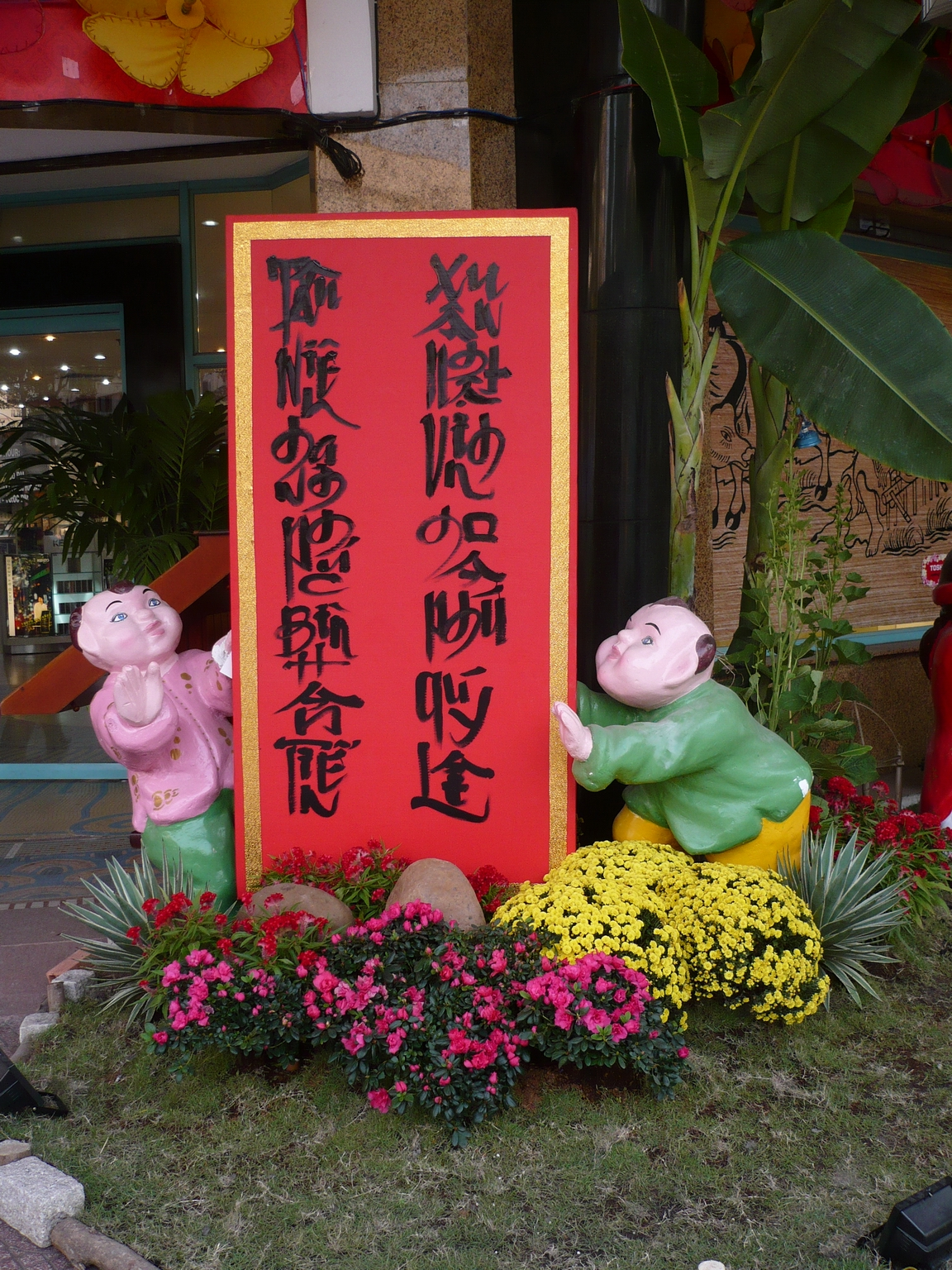
越南國語字書法：
Tân niên hạnh phúc bình an tiến
（新年幸福平安進）
Xuân nhật vinh hoa phú quý lai
（春日榮華富貴來）

越南的書法有著悠久的歷史，近代以前越南書法只書寫漢字和喃字，然而，現代的越南書法也常常書寫建立在拉丁字母基礎上的國語字，并在越南很受歡迎。
過去，越南的書寫系統由漢字和喃字組成，往往只有知識分子和社會上層人士才掌握它們，但建立在這兩種文字上的越南書法仍在越南人的生活中扮演著重要角色。在某些節日和慶典中（如：陰曆新年），人們會在村子里請教書先生或文人為他們寫對聯。不識字的人也通常會邀請文人為他們寫祈禱文，并在寺廟里將他們燒去以求實現愿望。這些專門為人寫漢字書法的人稱為圖翁。

### 音樂
越南古代音樂多為寺廟音樂。中國的雅樂、儒家音樂、道教音樂、佛教禮儀音樂及其演奏方式和使用的樂器，早在10世紀起先後傳入越南。15至18世紀，樂理（臺音律、音階、調式、工尺譜等）、樂器（如樂琴、三弦、琵琶、二胡、箏、橫笛等）以及戲曲音樂（如嘲劇）、說唱音樂（如大鼓詞）等都與中國相似。用月琴和箏伴奏的古雅曲《征婦》、《南哀》、《南春》、《流水》，古代歌曲《連環》、《金錢》、《元霄》、《龍虎》等，至今尚保存曲譜。 
廣為人知的兩種古典音樂為：
- 雅樂（／）：它包括了自陳朝到阮朝以來的宮廷音樂。參加雅樂演奏的包括為數眾多的樂師和舞蹈者，并穿著非常華麗的服裝。雅樂是越南宮廷禮儀的重要組成部分。2003年以來，順化宮廷雅樂被聯合國教科文組織選入人类非物质文化遗产代表作名录。

- 歌籌（／）：一種源自古代越南宮廷的室內樂。它逐漸演變成一種類似藝妓的由受過專門訓練的女戲子為有權有錢的男客人表演，這些男客人通常是欣賞這種藝術的文人或朝廷官員。2005年以來，歌籌被聯合國教科文組織選入人类非物质文化遗产代表作名录。

19世紀中葉，西方音樂開始傳入越南，尤其是南部的海港城市受法國及歐洲其他一些國家音樂的影響很深。第二次世界大戰後，越南音樂工作者致力於民間音樂的搜集，挖掘民族文化遺產，發展創造出新的民族音樂文化。 
民間音樂主要是民謠，按其傳統分類習慣為“說”、“吟”、“呼”、“唱”、“俚”、“歌”等6大類。其中僅“唱”就包括“陶唱”、“嬌唱”、“春唱”、“盲唱”、“單鼓”、“官賀”等數種，而以“北寧官賀”最為有名，成為越南現代音樂創作的重要源泉。民謠的演唱形式多為男女小組對唱。內容多為祭神、祭天、民間故事、愛情、勞動號子、搖籃曲等。 
越南音樂在其國內的三大區域存在少許的差異，分別是：北部、中部、南部。北部的古典音樂最為古老、傳統和正式。越南古典音樂的歷史可以追溯到蒙古入侵時期，當時越南人曾俘獲了一個元朝的戲班。越南中部的古典音樂存在著一些占婆文化的元素，其具有一些與北部不同的帶有憂鬱的曲調。南部的音樂帶有一些生活化的自由放任的因素。
越南音樂多為不帶半音的五聲音階，也有六聲和七聲音階。有五種調式，交替使用。由於越南語言的六聲字調所致，形成了越南音樂音色美、音域寬、滑音多、共鳴泛音長等特點，南部地區的音樂帶有多民族性，與北方音樂略有差異。 
越南現今使用的民族樂器主要有：獨弦琴、箏（又稱十六弦琴）、揚琴（又稱三十六弦琴）、二胡、三弦、橫笛、嗩呐、海螺、鑼（包括數量達30個的類似於雲鑼的組鑼）、木魚、鈴、德郎琴以及大鼓、小鼓等。具有民族特色的民族樂器方面有德郎琴、獨弦琴、科郎布琴、三弦琴、蘆笙等。具有民族特色的樂器還有月琴、底琴、箏、金錢雲板、竹笛等。

#### 民歌
北宁官贺民歌（／）：北宁官贺民歌最早记载起源于13世纪，是越南新年（春节）时，北宁省民间流传的群众性文艺活动。类似于对歌的形式，歌曲大多以青年男女的爱情与感伤为主题。在一般情况下第一句的“挑战语”是由女歌手从已知的歌曲里选一句。之后，回应的一个男歌手做出反应，选择和唱“匹配短语”，必须重复一句旋律的挑战。一旦完成后，顺序颠倒，男人们会发出不同的旋律他们与自己的挑战短语。虽然在过去的对歌是无伴奏的，但现在常见有的歌手使用独弦琴等越南传统乐曲甚至还是现代电子合成器作为伴奏。2009年 北宁官贺民歌 被聯合國教科文組織選入人类非物质文化遗产代表作名录。

### 戲劇

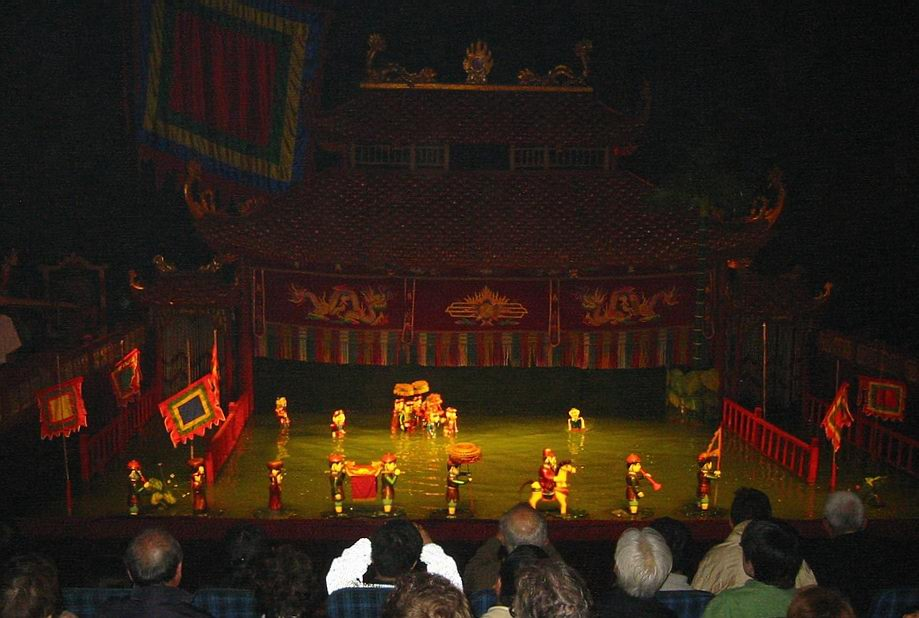
在河內表演的水上木偶戲。

- 水上木偶戏（／）

越南的水上木偶戏起源于10世纪的越南李朝的红河三角洲一带。与中国古代宫廷的“水傀儡戏”有很多相似之处。自创始以来，逐渐从越北地区传至全国，在18世纪达到全盛。在越南李朝时期，水上木偶戏是一种宫廷艺能，多用于皇帝寿辰时的庆祝表演，而社会底层民众很少接触它。表演者在水中使用长竹竿或绳子控制木偶。其内容多为越南历史故事或传说。木偶采用特定的材料制成，如产自东南亚的波罗蜜木，每个木偶都经过精心雕琢，并在表面涂上一层防水材料。
20世纪以来，水上木偶戏被越南政府视为一种重要的越南文化遗产，现在，水上木偶戏多由专业表演者所表演，而这些专业表演者多师承越南乡村地区的年长者。水上木偶戏如今已经成为越南重要的旅游资源，并吸引着大量的海外观光客，其常在胡志明市的国家博物馆、河内的升龙戏院、文庙或其他水木偶戏专门剧院表演，胡志明市亦有专门的水上木偶戏团。2001年夏，越南水上木偶團曾在上海動物園舉行展演。2007年，越南水上木偶團也曾光临美国进行表演。
- 㗰劇（／）

越南最古老的戲劇之一，與中國的元曲有很大淵源，它的許多劇目及表演為中國的故事，表演手法也借鑒了一些崑曲的手法，并具有很多著名的定型角色。最早，傱劇僅在越南宮廷演出，後來逐漸傳入民間，被各地巡游的戲班為平民和農民表演。
- 嘲劇（／，的喃字或可寫為）

越南古代的主要戲曲之一。與僅僅被文人和上流階層所喜好的歌籌不同，它廣為庶民階層所接受。嘲劇起源自12世紀的李朝，從16世紀開始定型為現在的形制。它的演出對舞臺背景要求不高，表演者也無需過多的化妝。它一般在室外演出，多由農民或其他半業余藝人組成的巡遊戲班進行表演。嘲劇的內容多為對當時社會的批判和諷刺。
- 改良劇（／）

改良劇是20世紀才出現的一種劇種，以南方方言為語音標准，以南方民歌為基本曲調，演出時使用帷幕、布景、道具、樂隊等，題材相當廣泛，從古代到現代，從國內到國外，包羅萬象。這個劇種一直深受各階層人民所喜愛，有些地方還出現了農民業餘改良劇劇團。

### 電影
1953年3月16日，作為越南本國第一家電影制片企業的越南攝影電影公司誕生。1954年越南第一部大型紀錄片《奠邊府大捷》攝制成功。1959年越南電影制片廠攝制第一部故事片《同一條江》。1960年開始生產動畫片。 
近幾年來，越南電影業取得了明顯的發展。目前全國已有27家電影制片廠，其中三分之一為國營制片廠。1996年，全國共生產了16部故事影片，13部紀錄片，12部動畫片和31部電視劇。在增加數量的同時，影片質素有了較快的提高。1995年在中國舉辦越南文化周期間，越南故事影片《蘆葦》得到中國電影觀眾的好評。1996年拍攝的大型紀錄片《胡志明與中國》獲全國第十一屆電影藝術節紀錄片金蓮獎。

## 衣
在越南古代，服饰被视为最重要的社会地位的标记之一，并制定有严格的服装规定（着装守则／着装守则）。

### 日常服飾
平民在日常生活中往往只能穿着样式简单的衣服，并在衣服的颜色上有严格的规定。在越南史上某段时期，庶民只能穿着黑色、褐色或白色的衣服（特殊的节日庆典的场合除外）。这样的规定往往依统治者的偏好而产生变化。

#### 阮朝以前
阮朝以前越南人的日常服饰，尤其是平民阶层的日常服饰，较多的受到当时中国的影响，在中国进入清代以前，越南人的日常服饰多为类似汉服常服的样式，并加入了一些本国服饰的元素。一些流传至今的服饰类型包括：
- 四身襖（越南语：／）

從公元12世纪到20世纪早期，它是越南妇女中最常见的一种服饰。它的发展也伴随着中国汉服的传入。
- 五身袄（越南语：／）

与四身袄较为类似。其下摆分为五块。

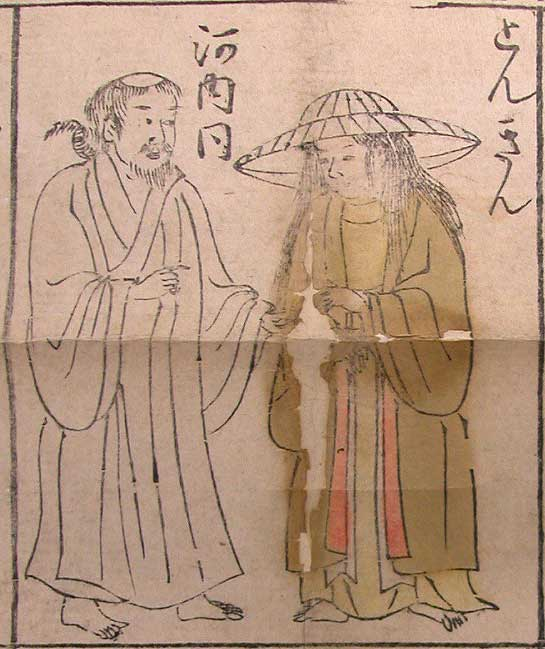
日本縣立長崎圖書館所藏的《万国人物圖》（1645年）上的越南（河內／東京）人。
日本九州大学文系合同圖書室所藏的《世界人物圖卷》（1714年）上的越南（東京）人。
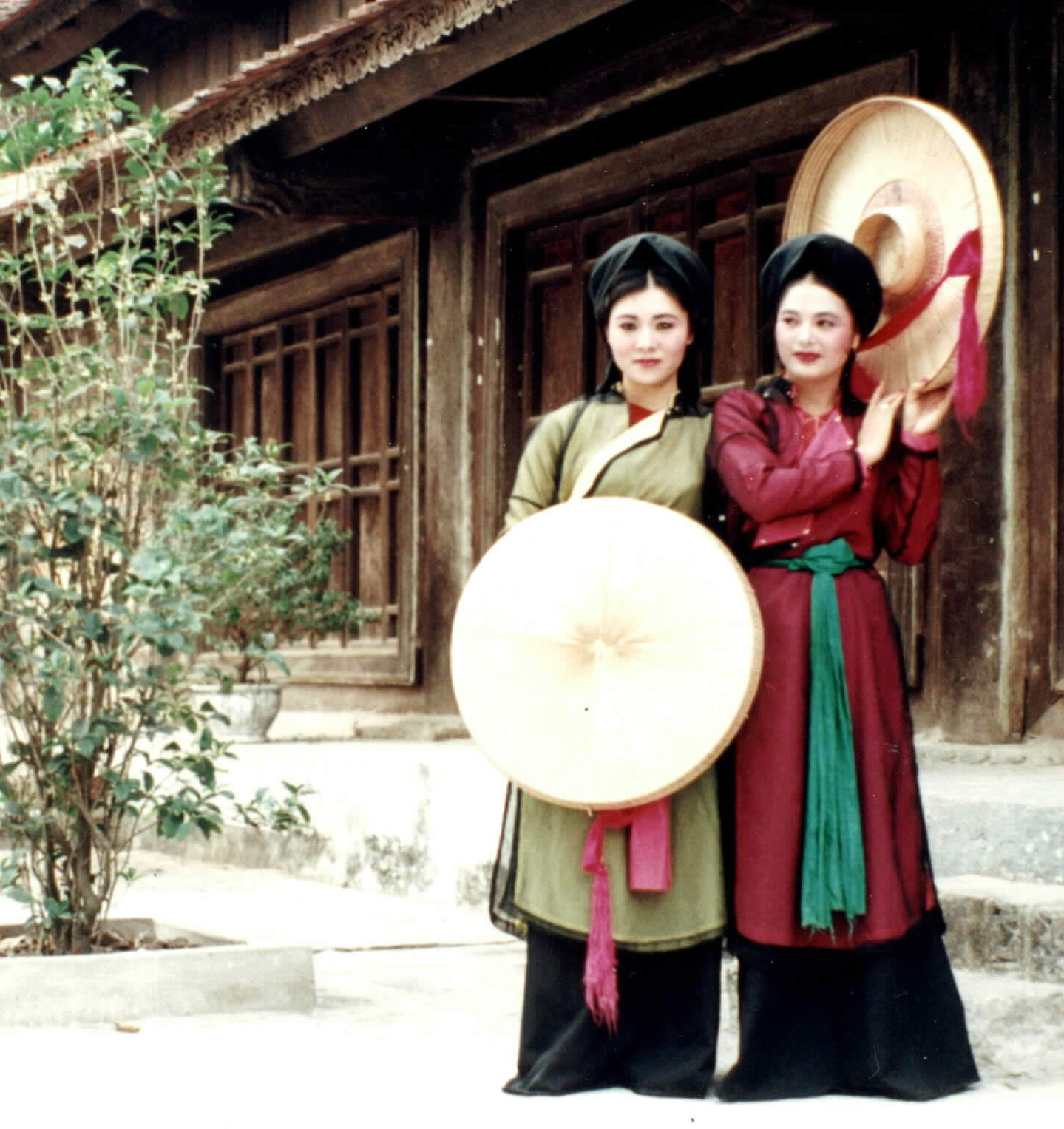
现代，身着四身袄的女子。

#### 阮朝建立以后
阮朝建立以来，越南人的日常服饰产生了一些变化，其中包括来自清朝服饰、以及后期的来自法国服饰的影响。平民阶层的日常服饰趋向于紧身化，类似于清朝服饰的奥黛在这一时期开始成型；在上流社会和贵族阶层，人们的日常服饰则更多的混合了清朝服饰的元素，而在出席正式场合或节日庆典时，传统的较为宽大的朝服、礼服等仍会被使用。

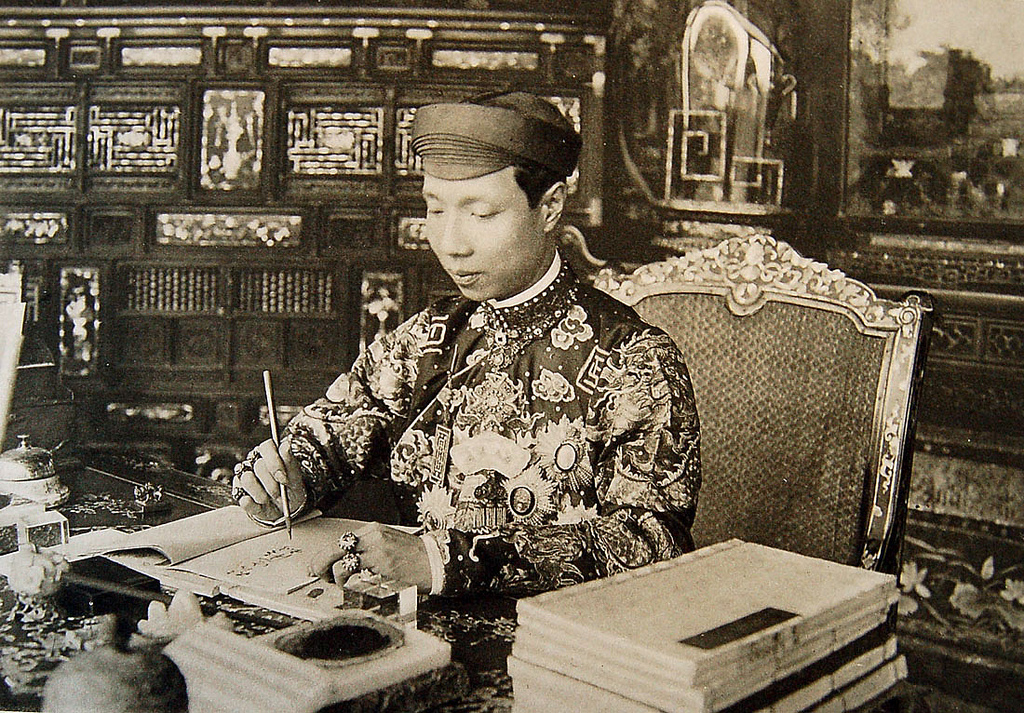
启定帝，1916年。
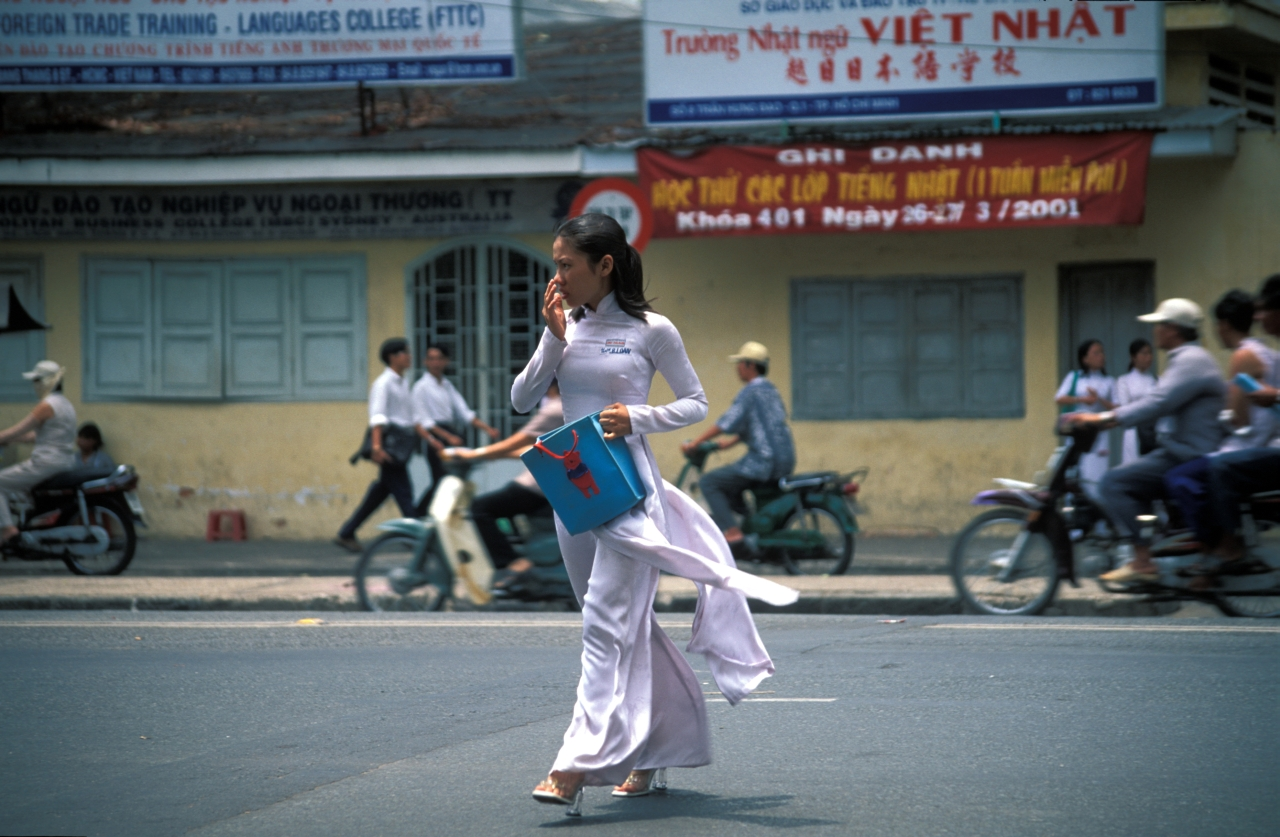
现代，穿著奥黛的女學生。

### 正式服饰
历史上，只有皇帝才能穿着黄色的服饰，臣子可以穿着红色、紫色的服饰。不同等级和官职的朝廷官员的官服有着严格的规定，在出席庆典或仪式时被要求穿著。由于历朝历代的统治者们的规定有所不同，越南历代官服的形制也有些许差异。

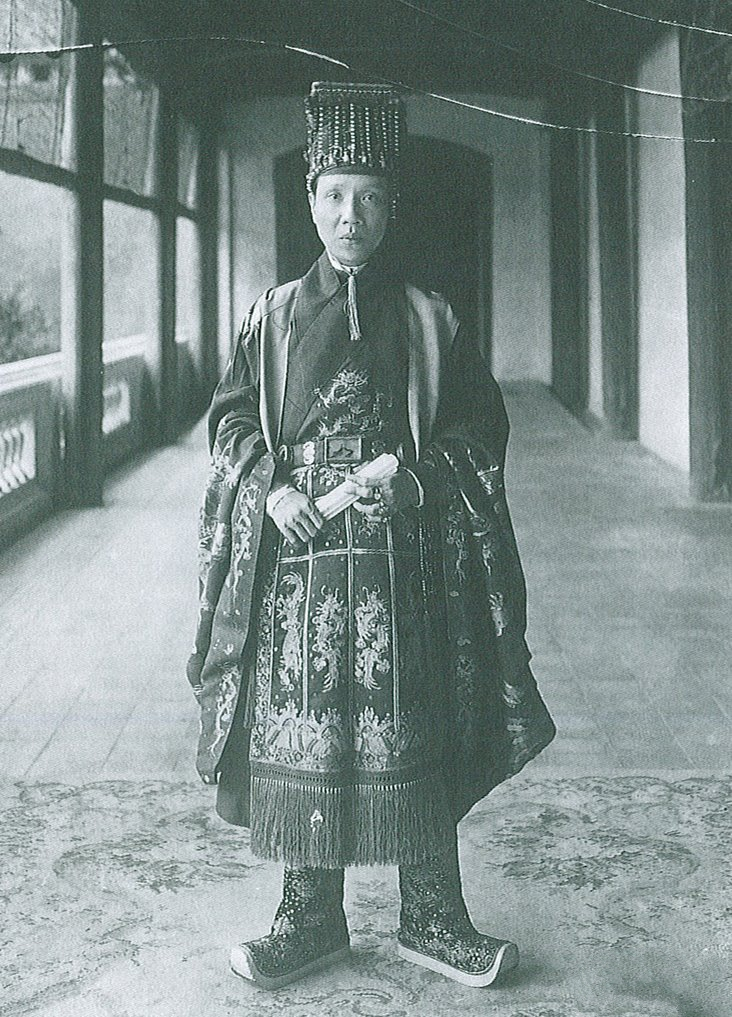
越南阮朝弘宗宣皇帝阮福晙（启定1916年—1925年）31岁登基时的冕服照片（1916年）。
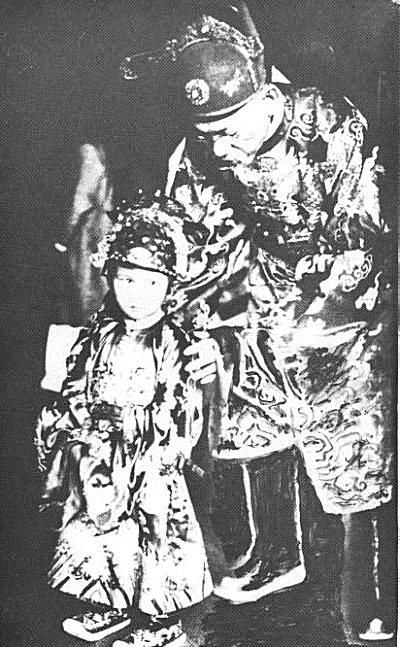
保大帝阮福晪的皇子阮福保隆。
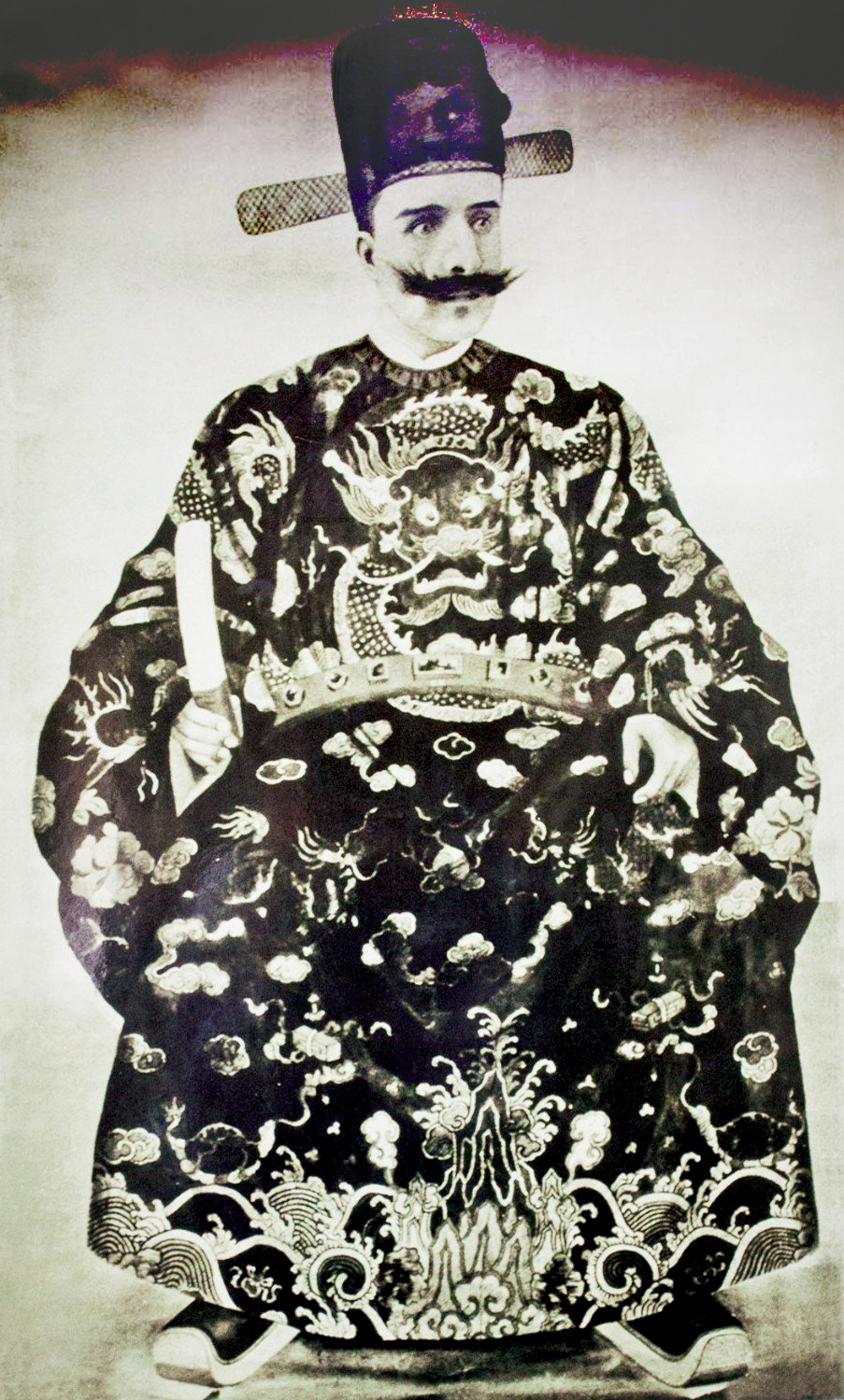
方蘇雅（Auguste Francois）曾著越南官服的照片，1898年。
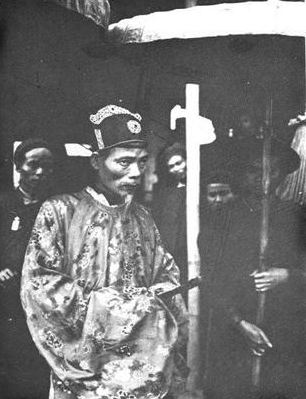
越南科舉的一名陈姓監考者（1897年）。
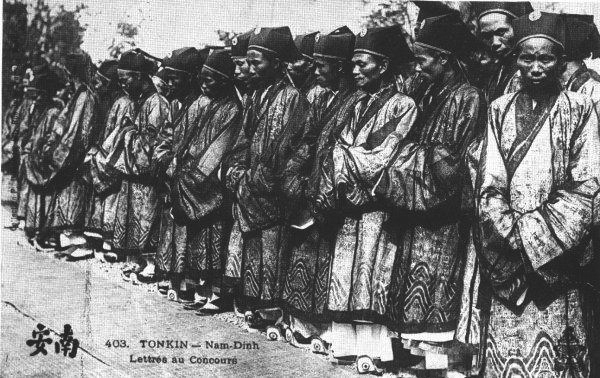
19世紀末參與科舉考試的越南儒生。
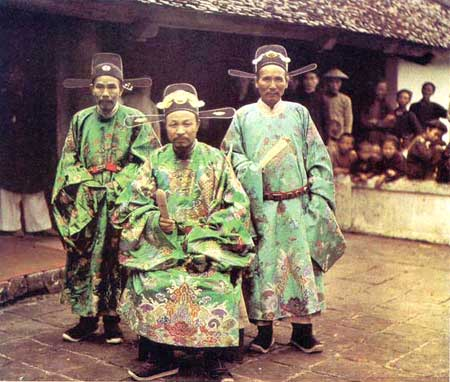
19世紀末的越南官員。
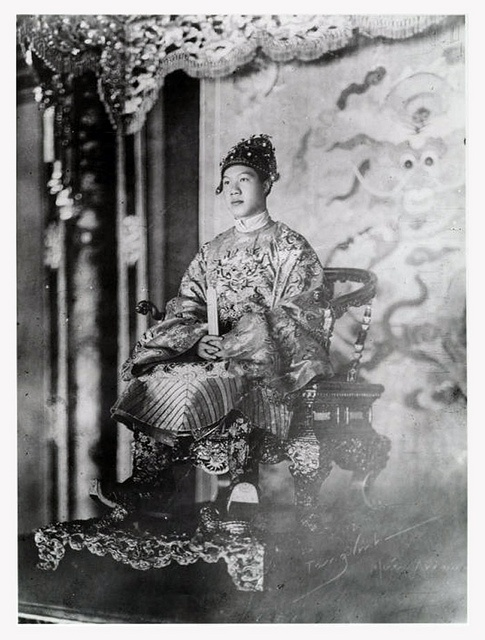
保大皇帝的坐像。
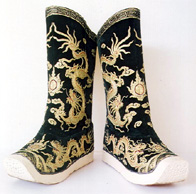
越南冕服的贴金靴。
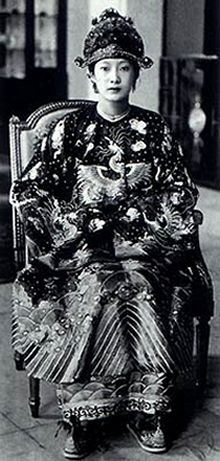
南芳皇后。

#### 阮朝以前
越南歷代正統服制多因襲或模仿中原漢族王朝的樣式。后黎朝時期，越南朝廷曾頒文禁止清朝風俗流入越南。后黎朝正和十七年（1696年），黎熙宗明令移居越南的中國人必須遵從越南風俗，不許沿用清朝習俗，亦禁止越南人仿效清朝服飾。《钦定越史通鉴纲目》記載：
|  | 自清帝入中國、剃髮短衣、一守滿洲故習。宋明衣冠禮俗為之蕩然。北商往來日久、國人亦有效之者。乃嚴饬北人籍我國者、言語衣服、一遵國俗。 …… 沿邊之民、亦不得效其聲音衣服、違者罪之。 |

越南的衣冠制度，雖歷代均有修改，但始終沿襲中國以衣冠別尊卑的基本思想。歷代服制均取法甚至因襲中國的漢族王朝。

#### 阮朝建立以后
阮朝建立（1802年）以后，對朝服、官服、禮服等正式服飾做出了明確規定。阮朝的宫廷礼服、帝王、大臣的朝服，与中国汉族王朝宫廷的服饰比较类似，如阮朝末代帝王保大帝所着的弁冠、兖服，与明朝宗藩的服饰很相似，明代皇帝的冕旒为十二旒，越南皇帝的冕旒为六旒。滿清入主中原之后，越南的官服仍保留了大量中国汉族王朝的官服特点。1898年駐雲南府（今昆明）的法國領事方蘇雅曾著越南官服拍摄照片（附圖），其所著之服即为越南阮朝帝王的朝服，從造型看，此同明代宗藩、大臣的朝服非常类似。《大南實錄·正編·第一紀·世祖實錄》記載：
|  | 嘉隆五年（1806年）四月、定文武品服。詔曰：大朝品服、自一品之上至正七品，文階冠并用圓幞頭樣、武階并用方幞頭樣。……一品之上、文武并用蟒袍紫色。自正一品至從三品、文武并蟒袍、青綠藍黑諸色隨用。正四品、從四品文武并花袍、青綠藍黑諸色隨用。正五品、從五品文武并紗緞、青綠藍黑諸色隨用。補子文繡雲雁、武繡文豹、并紅地。正六品、從六品袍并同五品、補子文繡白鵬、武繡熊、并紅地、正七品袍同六品、補子文繡鴛鴦。紅地帶身并紅色。 |

阮朝时期，越南在东南亚征战不断，阮朝皇室也曾对其藩属国赐赠冠服。如阮世祖嘉隆十五年越南曾赐真腊藩僚常朝官服，《大南实录·正编·第一纪·卷五十四·嘉隆十五年七月条》记载：
|  | 初藩王匿縝既受冠服、藩僚见而美之、皆愿改从我国服色、嘉定城臣为之请。帝命群臣议定藩僚十品至七品冠服、视朝廷三品以下官、六品以下不得预、乃令图家制十品九品冠服二十三副、赐藩僚二十三人、又制八品七品冠服四副为式、遣边和访簿陈明义赉赐之、藩王拜受于柔远堂。自此腊人衣服器用多慕汉风、蛮俗渐改革矣。 |

## 姓名
越南京族人的姓名與漢人的姓名基本一樣，子女承用父姓。京族人的姓名一般為三個字，「姓」在前，「名」在後，中間是「墊字」。中間的墊字，男子多用「文」，女子多用「氏」。少數男子姓名用兩個字，如範雄、黎英；部分女子的姓名用四個字，如黎氏清心、阮氏香梅等。
京族人數多的姓，有阮、范、黎、陳、吳等。阮姓為京族第一大姓，據記載，13世紀陳氏篡權，推翻李朝立陳朝，擔心李氏親族反抗，強迫所有姓李的人一律改為姓阮。19世紀初，阮氏統一了全國，建立了阮朝，歷代皇帝常以姓氏作為賞賜，百姓中姓阮的也就很多。

## 食
越南菜多使用鱼露、酱油、大米、新鲜香草、水果和蔬菜。越南食谱使用许多蔬菜、草藥和香料，包括柠檬草、青檸和马蜂柑葉。由于佛教信仰，越南也有一些素食菜肴。越南料理中最常见的肉类是猪肉、牛肉、鸡肉、虾、扇贝和各种海鲜。鸭肉和羊肉较少在越南菜中出現。越南飲食亦受到一些來自中國菜和法國菜的影響。

## 住

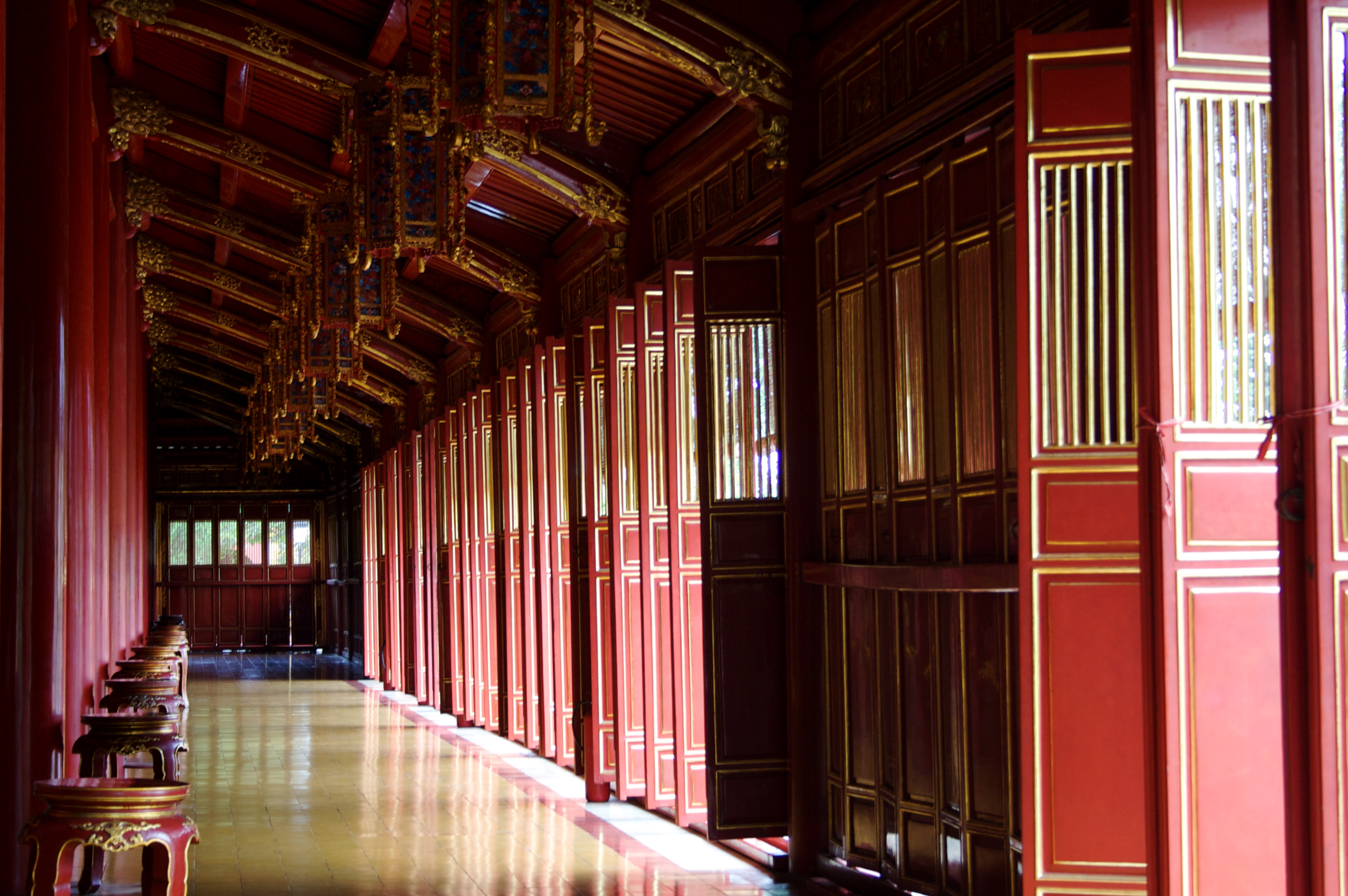
顺化皇城中一个建筑的走廊。

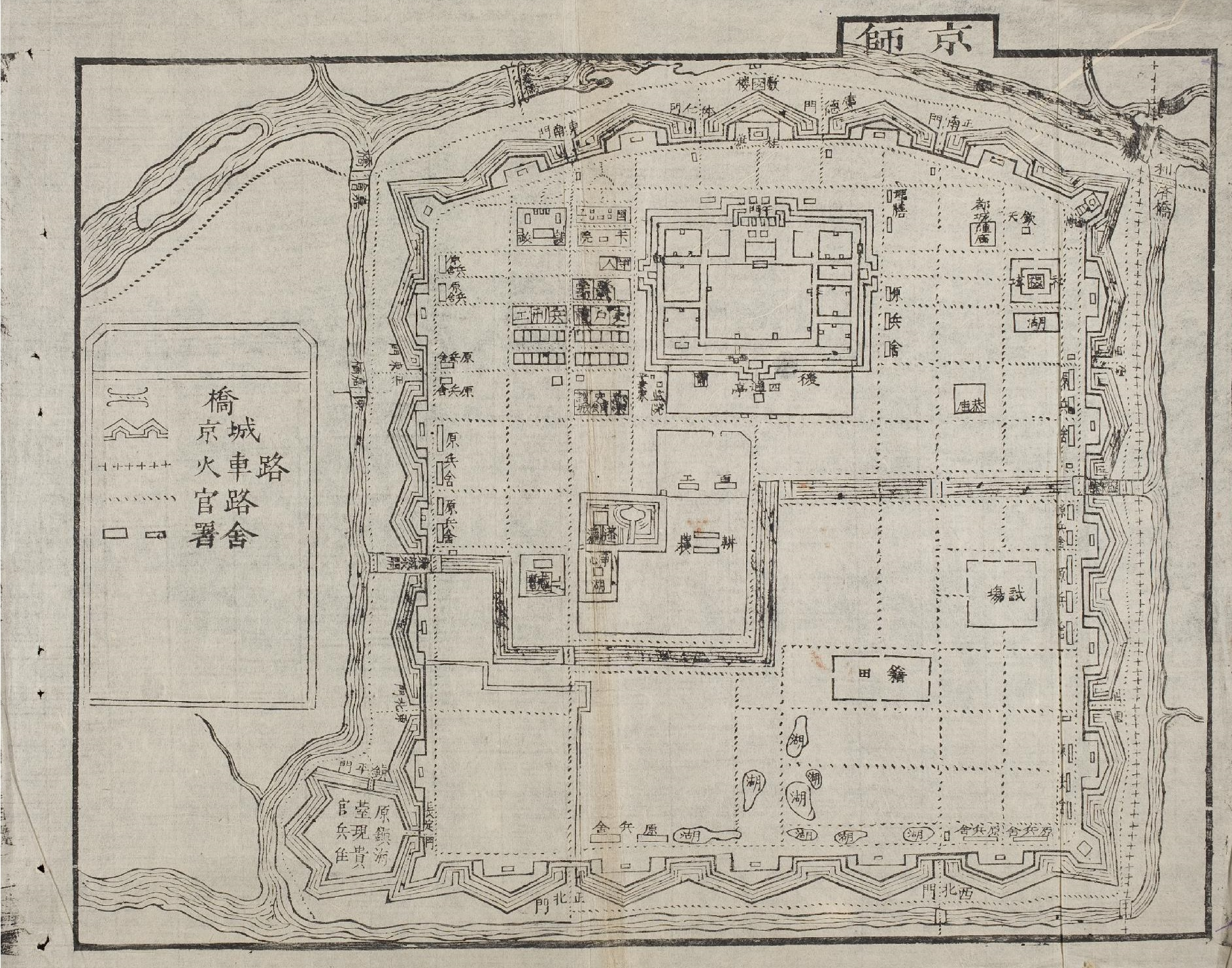
《大南一統志》裡的顺化紫禁城格局圖（上方為東南方向）。

越南曾经深受中國文化影響，與其他東亞文化圈的國家如朝鲜、日本一样，越南也从中国傳統建筑中吸收了大量營造元素和技法。建筑材料上主要使用青瓦、木材等東亞傳統建筑元素。
史前時代，根據東山文化出土的銅鼓上的圖案，越南早期居民多生活在高腳屋中。現在，越南仍存在類似的房舍。
當中國文化開始傳入越南時，中國建筑亦開始對很多越南建筑的基本構造產生影響，塔、寺廟、公共建筑、文人及貴族的宅第、皇家的宮殿均受到很大程度的影響。
越南建筑在接受了大量中国传统建筑和文化的影响之外，也具有很多自己的特点。
- 越南传统建筑的飞檐多数比较宽大，建筑的高度较为低矮，四面有窗，这些设计往往是为了更好地降温和通风，以适应越南本地湿热的气候。

- 越南的皇城的格局很多模仿中国皇城的格局来营建，但亦有一些例外。一个不同的例子是，顺化的紫禁城摆脱了传统东亚城市规划原则中严格的南北走向的限制，而是沿着香江（／）而建（可能是出于风水学的考量），皇宫朝向东南方，其皇城的边缘部分与河水并没有采取截然分开的方式，而是将河水與建築界線的關係进行了模糊化的处理，过渡自然[6]，另外，整个顺化皇城的体量比北京紫禁城小。

- 另外，从现今保存的越南古建筑来看，其多色彩和装饰性的特点较为突出，对砖石的使用率亦比较高。

## 生活習俗

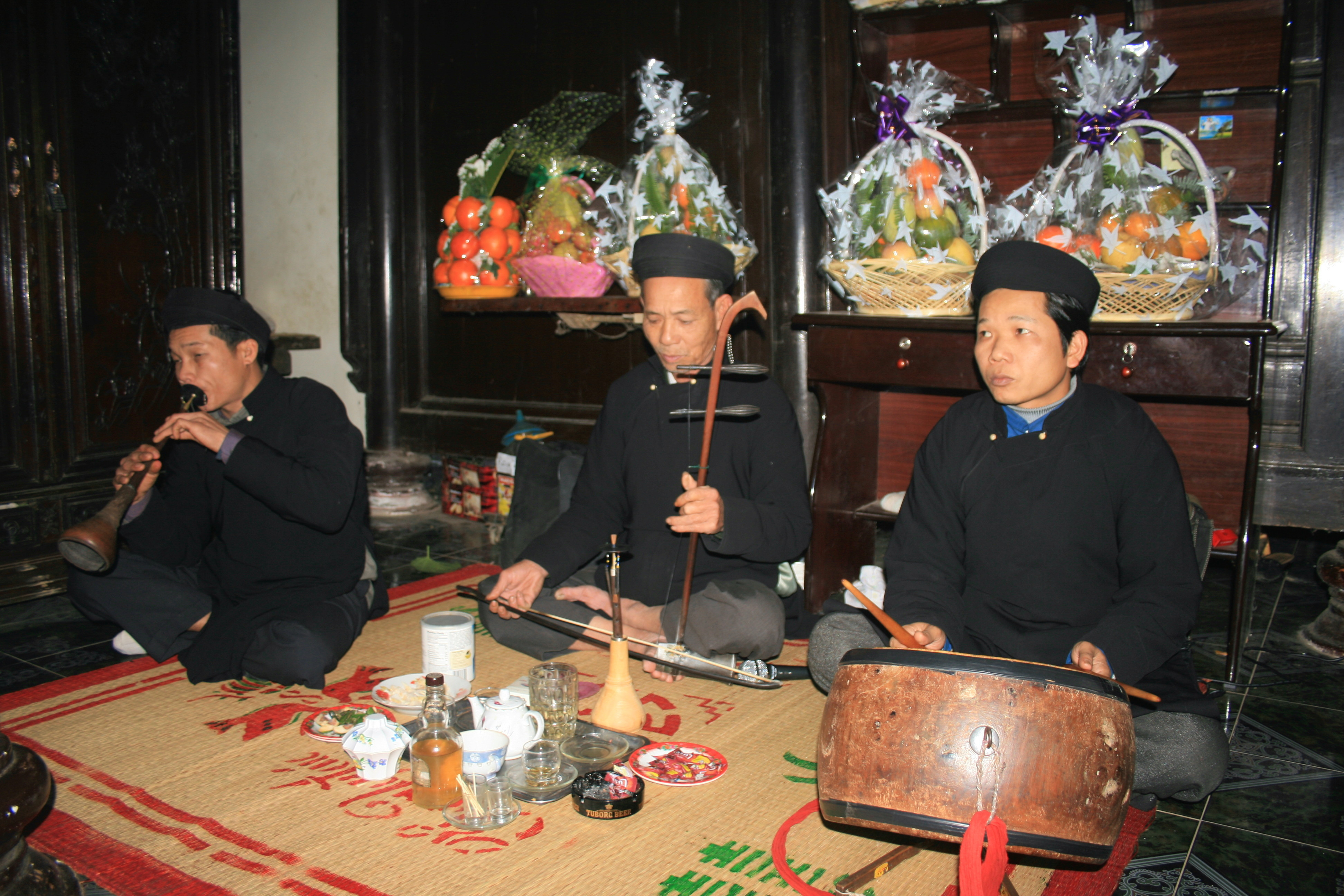
越南人席地而坐演奏傳統音樂。

傳統上，越南人有席地而坐的習俗。人們認為貼近土地有很多好處，可以除去人身上的一些疾病。陰曆新年，越南的老宿儒也通常席地而坐，彎腰趴下揮毫，用毛筆寫揮春。

## 越南武術

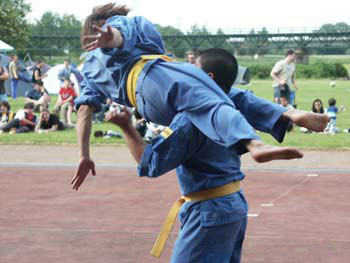
越南武術之一的越武道。

越南武術自古受中國武術影響較大，隨著越南國土的南擴，來自占城武術的影響也滲透入越南武術。然而，在吸收鄰國武術精華的同時，越南武術也保留了大量自身的特點。越南武術的流派繁多，它們共同的武術哲學被稱為“越武道”。越南武術的武服多采用類似柔道、空手道式樣的武服，并采用不同顏色的腰帶以區分習武者的級別。
一些較有影響的越南武術流派包括：
- 越武道（／）：全名為“武越南-越武道”，現在常被簡稱為“Vovinam（武越南）”或“越武道（Việt Võ Đạo）”。1938年由阮祿創立。
- 化拳道（ ／）
- 觀氣道（ ／）

## 宗教信仰
從中國傳入的被稱為“三教”的“儒釋道”在越南歷史上為主流的宗教信仰。越南自古受儒教文化影響較深，民眾大多具有濃厚的祖先崇拜思想，祭祖的习俗比較普遍。近代以來，由于西方殖民者的入侵，西方宗教也逐漸進入越南，如：基督新教、天主教等。除了以上這些由國外傳入的宗教，越南也有本土發展出來的宗教，比如：高台教、和好教等。
越南現今的主要宗教包括：
- 佛教：越南最大的宗教。越南佛教最原始是從印度傳入，大約在第一世紀初，印度商人已經經由海路進入越南了，其中有許多佛教徒的商人。因此，佛教開始傳入了越南。东汉末年，大乘佛教从中国传入越南，越南人称为“北宗”。十世纪后，被尊为国教。上座部佛教从泰国和柬埔寨传入，称之为“南宗”。目前全国佛教徒约5000 萬人。其中又以信大乘佛教者居多。

- 天主教：1533年传入越南，发展迅速。法国统治时期取得合法地位。目前有信徒约300多万，南方的同奈省是越南天主教友最多的地區，教堂林立。位于胡志明市中心的哥特式圣母大教堂是该市的重要旅游景點，教堂前的「巴黎公社廣場」上豎立手捧地球的巨大聖母像。海滨度假城市头顿的耶稣山上，矗立着32米高的巨型耶稣像。（建于1974年）。前阮朝的南芳皇后和南越总统吳廷琰都篤信天主教。越南现在使用的拼音文字，也是一位法國耶稣会傳教士羅德（Alexandre de Rhodes）所发明。

- 基督新教：1893年传入西贡，但遭法国殖民当局的禁止。直到1920年，宣道会在越南打穩基礎。基督新教現有不少信徒，主要分布在河內、海防、河西、承天、廣南－岘港、波莱古、平顺等地。

- 高台教：是1926年吴文昭、黎文忠揉和佛教、基督教、道教、儒教创立的本土宗教。全称为“大道三期普渡高台教”。信奉孔子（人道）、姜太公（神道）、耶稣（圣道）、老子（仙道）、释迹（佛道）。越南南部的西宁、迪石等地的京族农民大部分信仰高台教，每日6点、12点、18点、24点要焚香诵经。

- 和好教：1939年黄富楚创立。该教为佛教的变体，但不建寺庙，用一块红布代替神像，供品为鲜花和清水。流行于越南南部的安江、同塔梅、河仙、东川等地。

## 節日、慶典
| 日期           | 中文名称             | 越文名称（國語字） | 越文名称（漢喃） | 备注                                           |
| -------------- | -------------------- | ------------------ | ---------------- | ---------------------------------------------- |
| 1月1日         | 新年                 |                    |                  |                                                |
| 农历除夕至初三 | 元旦（春节）         |                    |                  | 越南最重要的假期，一连四日。                   |
| 2月3日         | 越南共產黨成立紀念日 |                    |                  |                                                |
| 农历三月初十   | 雄王祭祖日           |                    |                  | 祭祀越南民族始祖——雄王，2007年政府定为国家假日 |
| 4月30日        | 南方解放日           |                    |                  | 1975年4月30日北越軍隊攻陷南越首都西贡之日      |
| 5月1日         | 勞動節               |                    |                  | 五一勞動節                                     |
| 5月19日        | 胡志明壽辰           |                    |                  | 紀念越南共產政權創始人胡志明                   |
| 農曆七月十五日 | 中元節               |                    |                  | 祭祀先人之日                                   |
| 9月2日         | 獨立日               |                    |                  | 紀念1945年9月2日胡志明发表《独立宣言》         |
| 9月2日         | 胡志明忌日           |                    |                  | 紀念胡志明在1969年當天逝世                     |
| 農曆八月十五日 | 中秋節               |                    |                  |                                                |

## 腳注
1. ↑  周贻白 《中國戲劇史長編》，第六节 傀儡与影戏，上海书店出版社，2004年
2. ↑  《太平廣記》引《大業拾遺》載：“煬帝別敕學士杜寶，修《水飾圖經》十五卷新成。以三月上巳日，會群臣於曲水以觀水飾。……若此七十二勢，皆刻木為之。或乘舟，或乘山，或乘平洲，或乘磐石，或乘宮殿。木人長二尺許，衣以綺羅，裝以金碧。及作雜禽獸魚鳥，皆能運動如生，隨曲水而行。又間以妓航，與水飾相次，亦作十二航，航長一丈，闊六尺，木人奏音樂，擊鼓撞鐘，彈箏鼓瑟，皆得成曲。”
3. ↑  《大南實錄·正編·第一紀·世祖實錄》，越南阮朝，國史館
4. ↑  真腊官僚自十品至一品，以十品为上，九品次之，余以类推
5. ↑  《大南实录·正编·第一纪·卷五十四·嘉隆十五年七月条》，越南阮朝，國史館
6. ↑  《安藤忠雄の都市彷徨》，作者：安藤忠雄。
7. ↑  論孔子餘音 第八篇 （页面存档备份，存于）